# 拉斯泰波波羅斯
羅伯托·拉斯泰波波羅斯（法語：Roberto Rastapopoulos）是是比利時漫畫家埃爾熱創作的系列漫畫丁丁歷險記的一個重要角色和主要反派。他作為擁有許多身分的罪犯頭子第一次出現在《法老的雪茄》（1931）中。他隨後多次出現，對丁丁造成了許多麻煩。

## 出場
拉斯泰波波羅斯的視覺原型出現在《丁丁在美洲》，在那裡，他是丁丁參加的芝加哥宴會上的貴賓之一 。在這裡，他坐在女演員瑪麗·派克福特（Mary Pikefort）旁邊，這是對現實生活中的女演員瑪麗·畢克馥的暗示。邁克爾·法爾（Michael Farr）斷言這確實是對拉斯泰波波羅斯的描繪（雖然這時候沒有指出他的名字），他而且認為極有可能一名電影導演坐在好萊塢女演員的旁邊。埃爾熱的一位朋友發明了“ Rastapopoulos”這個名字。埃爾熱認為這很有趣，因此決定使用它。他將拉斯塔波普洛斯（Rastapopoulos）設計為具有希臘姓氏的意大利裔美國人，但很多人認為這個角色的塑造具有很多對猶太人的偏見和歧視。埃爾熱堅稱拉斯泰波波羅斯不是猶太人。
拉斯泰波波羅斯第一次有名有姓地出現是在《法老的雪茄》篇中，拉斯泰波波羅斯被埃及學家Sophocles Sarcophagus撞到，大發雷霆。隨後丁丁在埃及再次見到了拍攝電影的拉斯泰波波羅斯。在隨後的多部作品中，拉斯泰波波羅斯均以反派形象出現。在《714航班》中，拉斯泰波波羅斯劫持了丁丁等一行人所乘坐的飛機，但沒想到飛機場所在的島是外星人的基地，他最終被外星人帶離了地球。